# Federalism etnic
Federalismul etnic este un sistem federal de guvernare națională în care unitățile federate sunt definite și segregate de etnie, în anumite cazuri regiunile multi-etnice ar trebui să fie împărțite, provocând deplasarea internă a oamenilor din cauza transferurilor interne mari de populație. Termenii înrudiți sunt federalismul multi-etnic și etnofederalismul.